# 瓦倫 (瓦萊州)

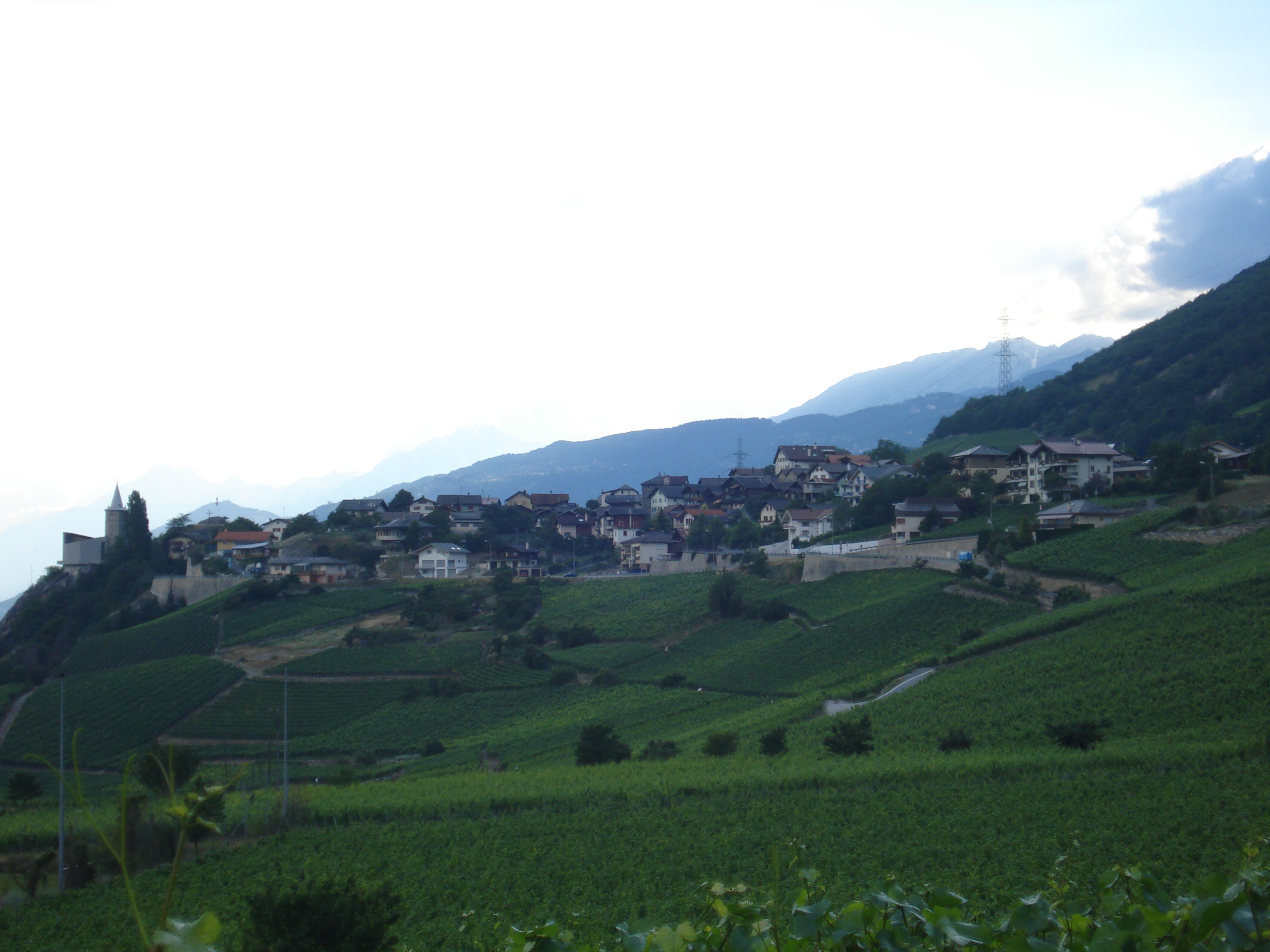

瓦倫是瑞士的城鎮，位於該國南部，由瓦萊州負責管轄，面積12.81平方公里，海拔高度760米，2011年人口632，九成人口信奉羅馬天主教，人口密度每平方公里49人。

## 外部連結
- Official website （页面存档备份，存于） （德文）